# Rutgers Queensmen football 1880-1889
Nelle stagioni che vanno dal 1880 al 1889, i Rutgers Queensmen football, rappresentanti la Rutgers University hanno gareggiato per tutte le stagioni come college indipendente, non affiliato a nessuna conference atletica.

## 1880
| 10-09-1880           | Stevens Tech*    | New Brunswick, NJ | W 5-1 |
| 10-16-1880           | at Stevens Tech* | Hoboken, NJ       | W 1-0 |
| 11-02-1880           | at Princeton*    | Princeton, NJ     | L 0-8 |
| 11-13-1880           | at Columbia*     | New York, NY      | L 0-2 |
| *Gare non-conference |                  |                   |       |

## 1881
| 10-15-1881           | Princeton*                | New Brunswick, NJ | L 0-5  |
| 11-03-1881           | at Stevens Tech*          | Hoboken, NJ       | L 0-1  |
| 11-08-1881           | Columbia*                 | New Brunswick, NJ | T 0-0  |
| 11-10-1881           | at Princeton*             | Princeton, NJ     | L 0-1  |
| 11-17-1881           | City College of New York* | New Brunswick, NJ | W 10-0 |
| 11-22-1881           | Pennsylvania*             | New Brunswick, NJ | W 1-0  |
| 11-23-1881           | at Columbia*              | New York, NY      | L 0-1  |
| *Gare non-conference |                           |                   |        |

## 1882
| 10-14-1882           | at Princeton*             | Princeton, NJ     | L 0-5 |
| 10-20-1882           | City College of New York* | New Brunswick, NJ | W 7-0 |
| 10-21-1882           | at Yale*                  | New Haven, CT     | L 0-9 |
| 10-28-1882           | Yale*                     | New Brunswick, NJ | L 0-5 |
| 11-04-1882           | at Pennsylvania*          | Filadelfia, PA    | W 3-1 |
| 11-07-1882           | Lafayette*                | New Brunswick, NJ | W 8-0 |
| 11-09-1882           | Columbia*                 | New Brunswick, NJ | W 2-0 |
| 11-14-1882           | Princeton*                | New Brunswick, NJ | L 0-3 |
| 11-18-1882           | Pennsylvania*             | New Brunswick, NJ | W 1-0 |
| 11-24-1882           | at Stevens Tech*          | Hoboken, NJ       | W 2-0 |
| *Gare non-conference |                           |                   |       |

## 1883
| 10-17-1883           | Princeton*                | New Brunswick, NJ | L 0-20 |
| 10-20-1883           | at Wesleyan*              | Middletown, CT    | L 0-37 |
| 10-27-1883           | at Princeton*             | Princeton, NJ     | L 0-61 |
| 10-31-1883           | City College of New York* | New Brunswick, NJ | W 54-2 |
| 11-06-1883           | at Yale*                  | New York, NY      | L 0-92 |
| 11-10-1883           | at Lafayette*             | Easton, PA        | L 0-25 |
| 11-17-1883           | Pennsylvania*             | New Brunswick, NJ | L 0-18 |
| *Gare non-conference |                           |                   |        |

## 1884
| 10-04-1884           | Princeton*          | New Brunswick, NJ | L 5-23  |
| 10-15-1884           | Columbia*           | New Brunswick, NJ | W 37-5  |
| 10-18-1884           | at Princeton*       | Princeton, NJ     | L 0-35  |
| 10-22-1884           | Yale*               | New Brunswick, NJ | L 10-76 |
| 11-01-1884           | Lehigh*             | New Brunswick, NJ | W 61-0  |
| 11-08-1884           | Lafayette*          | New Brunswick, NJ | W 26-0  |
| 11-15-1884           | at Wesleyan*        | New York, NY      | L 0-31  |
| 11-22-1884           | Hand Picked Eleven* | New Brunswick, NJ | W 16-14 |
| *Gare non-conference |                     |                   |         |

## 1885
| 11-14-1885           | at Lehigh* | Bethlehem, PA | L 5-10 |
| *Gare non-conference |            |               |        |

## 1886
| 10-16-1886           | at Lafayette*    | Easton, PA        | L 2-24  |
| 11-06-1886           | Vineland AC*     | New Brunswick, NJ | W 58-0  |
| 11-10-1886           | at Pennsylvania* | Filadelfia, PA    | L 0-65  |
| 11-17-1886           | Lafayette*       | New Brunswick, NJ | L 10-26 |
| *Gare non-conference |                  |                   |         |

## 1887
| 10-08-1887           | Stevens Tech*    | New Brunswick, NJ | W 26-0  |
| 10-12-1887           | Princeton*       | New Brunswick, NJ | L 0-30  |
| 10-15-1887           | at Lafayette*    | Easton, PA        | L 0-20  |
| 10-19-1887           | at Stevens Tech* | Hoboken, NJ       | W 5-2   |
| 10-29-1887           | at Williams*     | Williamstown, MA  | L 6-12  |
| 11-02-1887           | Pennsylvania*    | New Brunswick, NJ | L 10-13 |
| 11-06-1887           | at Yale*         | New Haven, CT     | L 0-74  |
| 11-08-1887           | Commuters*       | New Brunswick, NJ | W 34-0  |
| 11-12-1887           | Lafayette*       | New Brunswick, NJ | L 0-36  |
| *Gare non-conference |                  |                   |         |

## 1888
| 10-06-1888           | at Yale*          | New Haven, CT     | L 0-65  |
| 10-13-1888           | at Lehigh*        | Bethlehem, PA     | L 0-30  |
| 10-17-1888           | Princeton*        | New Brunswick, NJ | L 0-78  |
| 10-20-1888           | Lafayette*        | New Brunswick, NJ | L 0-4   |
| 10-24-1888           | at Princeton*     | Princeton, NJ     | L 0-82  |
| 11-01-1888           | Stevens Tech*     | New Brunswick, NJ | T 18-18 |
| 11-03-1888           | Williams*         | New Brunswick, NJ | L 0-48  |
| 11-05-1888           | at Ridgefield AC* | Albany, NY        | W 18-6  |
| 01-19-1889           | at Pennsylvania*  | New York, NY      | L 0-10  |
| *Gare non-conference |                   |                   |         |

## 1889
| 10-12-1889           | Pennsylvania*    | New Brunswick, NJ | L 0-4  |
| 10-16-1889           | Lafayette*       | New Brunswick, NJ | L 0-16 |
| 10-19-1889           | at Wesleyan*     | Middletown, CT    | L 4-58 |
| 10-26-1889           | at Pennsylvania* | Filadelfia, PA    | L 0-14 |
| 11-01-1889           | Ridgefield AC*   | New Brunswick, NJ | W 18-0 |
| *Gare non-conference |                  |                   |        |